# Madonna di Bruges
La Madonna di Bruges è una scultura marmorea (h 128 cm) di Michelangelo, databile al 1503-1505 circa e conservata nella navata laterale destra della Chiesa di Nostra Signora (Onze-Lieve-Vrouwekerk) a Bruges, in Belgio.

## Storia
Nei primissimi anni del Cinquecento Michelangelo era di ritorno a Firenze dopo i successi ottenuti a Roma. L'artista era impegnato nella difficile realizzazione del "gigante" del David, opera allora avvolta dal mistero e nei confronti della quale tutta la città era in trepidante attesa. 
L'impegno ufficiale non impediva però all'artista di dedicarsi anche a un nutrito gruppo di committenti privati, fiorentini e non, tra i quali figurava anche la famiglia dei Mouscron (italianizzati in "Moscheroni"), mercanti fiamminghi di tessuti. Per i loro affari in Italia i Mouscron erano clienti della banca di Jacopo Galli, amico e protettore di Michelangelo e che verosimilmente fu l'intermediario per la commessa dell'opera.
Essi commissionarono all'artista una Madonna col Bambino da collocare nella loro cappella di famiglia a Bruges. L'opera venne imbarcata quasi segretamente verso il 1506 probabilmente a Viareggio, come testimoniano alcune lettere dell'artista indirizzate al padre e un certo Giovanni Balducci, incaricato della spedizione. Gli stessi biografi dell'artista sbagliarono sulla sua descrizione, dimostrando come in Italia nemmeno i collaboratori stretti del maestro ebbero probabilmente modo di vederla: Condivi e Varchi parlarono infatti di un bronzo, Vasari di un tondo. Nonostante ciò si nota un'influenza della statua nelle Madonne di un ristretto gruppo di pittori, tra cui Raffaello Sanzio, forse tramite l'intercessione del suo maestro Perugino.
La riservatezza, a cui si accenna anche in una lettera al padre da Roma, datata 31 gennaio 1506, era forse legata al fatto che l'artista voleva evitare il clamore legato ormai alle sue opere e non spazientire altri committenti che stavano aspettando da ben più a lungo i suoi lavori, come i Piccolomini a Siena. Nella lettera si accenna infatti che: «quella Nostra Donna di marmo vorrei la facessi portare costì in casa e non la lasciasi vedere a persona».
Il lavoro venne pagato la straordinaria somma di 4000 fiorini, come testimoniano i documenti dei pagamenti avvenuti tra il 1503 e il 1505, riscoperti recentemente, che hanno permesso di accertare la datazione della statua.
Arrivata in Fiandra entro il 1508, venne inizialmente collocata nella cappella Mouscron nella cattedrale, dove la vide Dürer nel 1521. 
Durante l'occupazione napoleonica la statua venne portata a Parigi, per essere restituita poi nel 1815.
Venne rimossa una seconda volta nel 1944, nel corso della seconda guerra mondiale, durante la ritirata delle forze naziste, che trafugarono la scultura e la portarono in Germania avvolta tra materassi in un convoglio della Croce rossa. Fu rinvenuta due anni dopo in una miniera ad Altaussee in Austria dalla spedizione del programma Monuments, Fine Arts, and Archives e nuovamente restituita, come narrato nel film Monuments Men.
Al 1952 risale il suo ultimo viaggio, quando venne temporaneamente a Firenze, nel salone delle Armi al Bargello, per uno scambio con il Trittico Portinari di Hugo van der Goes.
Esiste un disegno preparatorio dell'opera, conservato al British Museum, in cui, secondo l'uso del tempo, la Vergine è sostituita da un giovane modello rappresentato ignudo.

## Descrizione e stile

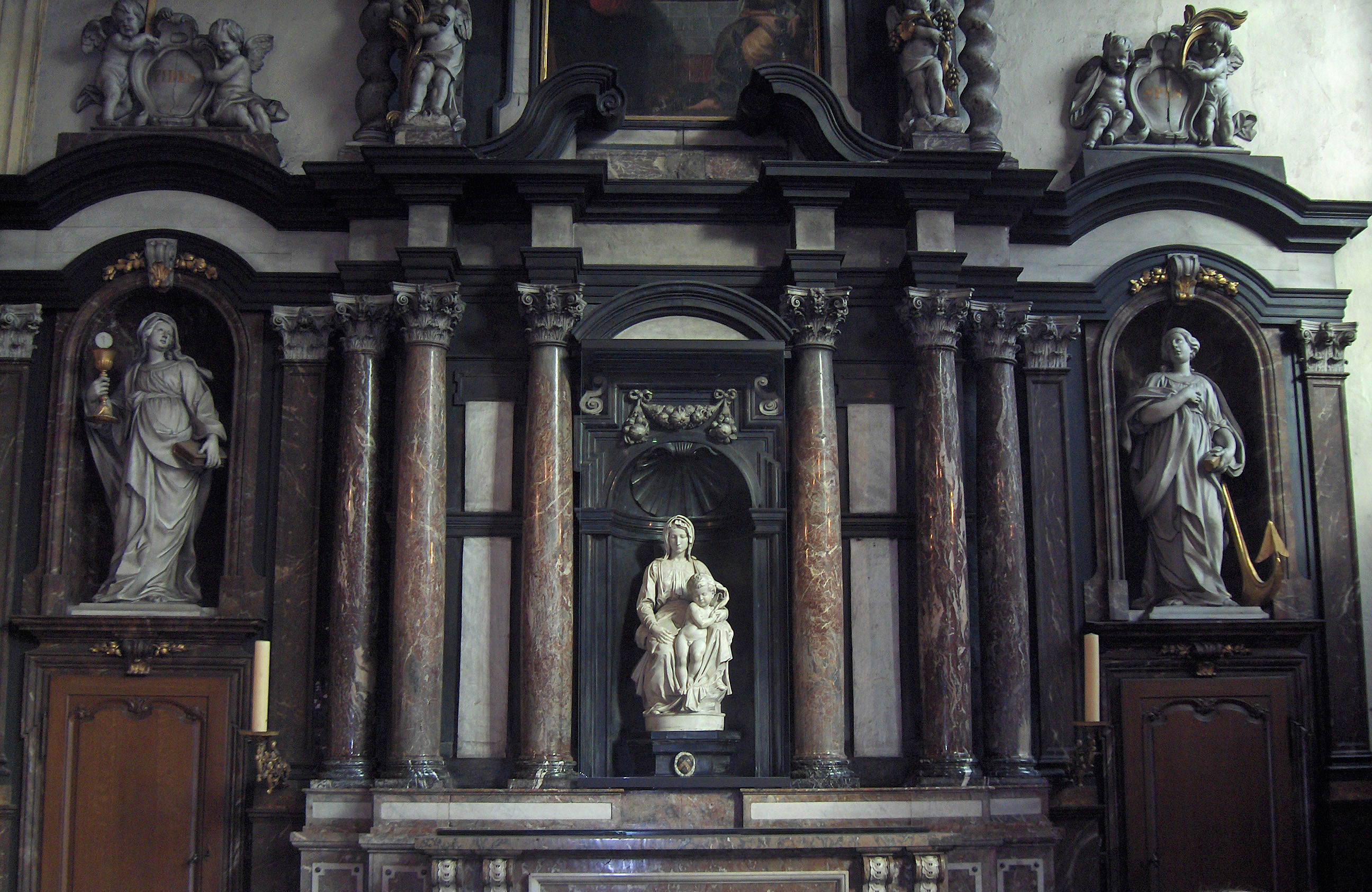
L'opera nel complesso architettonico barocco in cui è conservata

La Madonna di Bruges venne realizzata pochi anni dopo la celeberrima Pietà vaticana (ultimata nel 1499), con la quale dimostra di avere più di un punto in comune, a partire dalla fisionomia e la posizione della testa della Vergine, che guarda verso il basso, nonché riguardo alla foggia e al trattamento della veste. Il rapporto madre/figlio è qui immaginato con estrema originalità, con la trovata dinamica di rappresentare il Bambino nell'atto di scivolare dal grembo materno, aiutato dalla mano sinistra della Vergine e dall'appoggio offerto da una piega della veste tesa tra le ginocchia di Maria. La composizione diventa così animata dalla posa instabile, con una marcata torsione del corpo del fanciullino, spesso usata da Michelangelo..
La raffigurazione della Madonna col Bambino di Bruges differisce in maniera significativa dalle precedenti rappresentazioni michelangiolesche dello stesso soggetto, che tendeva a raffigurare una pia Vergine nell'atto di sorridere al proprio figliolo tenuto in grembo. In quest'opera invece Gesù è in piedi, quasi senza sostegno, tenuto lievemente dal braccio sinistro della madre, e pare che stia per muovere i primi passi verso il mondo. Al contempo, lo sguardo di Maria non è rivolto al figlio, ma pare assente e rivolto verso il terreno, come se lei già fosse a conoscenza del destino di Gesù, che ha potuto intravedere nella lettura delle profezie delle Sacre Scritture, alle quali rimanda il libretto chiuso che tiene nella mano destra. Ciò è sottolineato dal contrasto tra la fredda compostezza di Maria e il dinamismo del Bambino, che tende a proiettarsi verso lo spettatore, caricandosi anche di significati simbolici. Le loro figure sono inscrivibili entro un'ellissi, di grande purezza e apparente semplicità, che ne esalta la monumentalità pur nelle dimensioni contenute.